# ルートヴィヒ8世 (ヘッセン＝ダルムシュタット方伯)
ルートヴィヒ8世（Ludwig VIII., 1691年4月5日 - 1768年10月17日）は、ヘッセン＝ダルムシュタット方伯（在位：1739年 - 1768年）。
エルンスト・ルートヴィヒとその妃であったブランデンブルク＝アンスバッハ辺境伯アルブレヒトの娘ドロテア・シャルロッテ（1661年 - 1705年）の息子。ダルムシュタットで生まれた。
ハーナウ＝リヒテンベルク伯ヨーハン・ラインハルト3世の一人娘シャルロッテ・クリスティーネ・マグダレーネ（1700年 - 1726年）と結婚し、ハーナウをヘッセン＝ダルムシュタット方伯領に加えた。彼女との間に以下の子女をもうけた。
- ルートヴィヒ9世（1719年 - 1790年） - ヘッセン＝ダルムシュタット方伯
- シャルロッテ・ヴィルヘルミネ・フレデリケ（1720年 - 1721年）
- ゲオルク・ヴィルヘルム（1722年 - 1782年）
- カロリーネ・ルイーゼ（1723年 - 1783年） - バーデン大公カール・フリードリヒ妃
- アウグステ（1725年 - 1742年）
- ヨハン・フリードリヒ・カール（1726年 - 1746年）